# Ringelmann-Skala

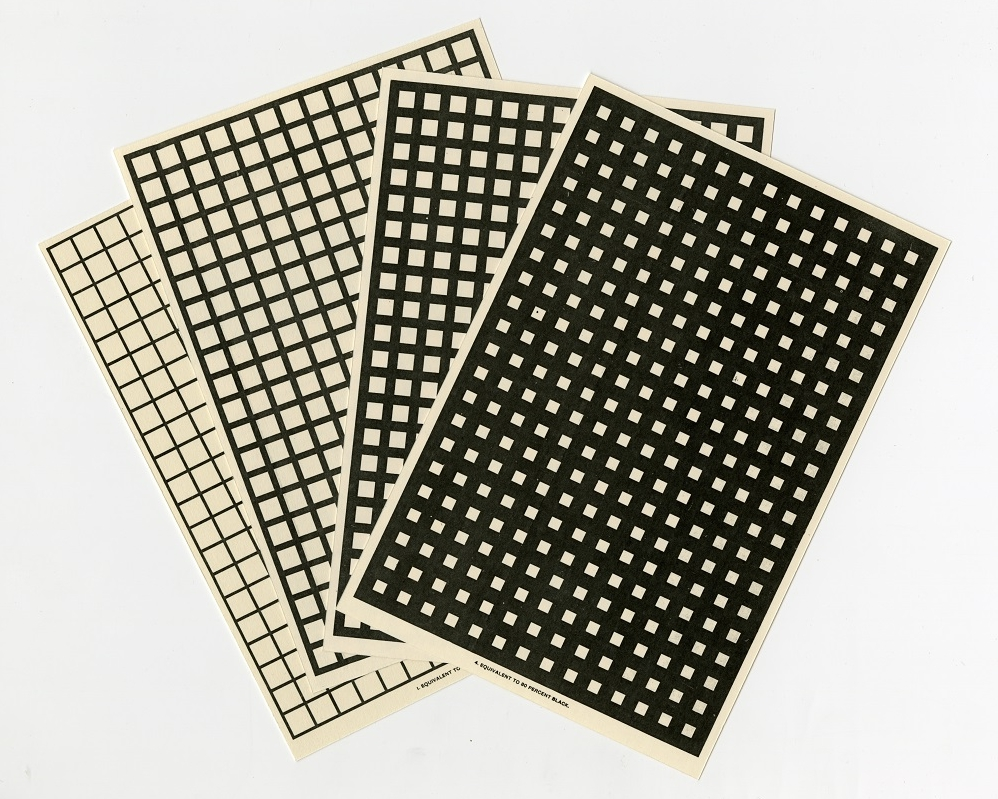
Ringelmann-Skala

Die Ringelmann-Skala (auch Ringelmann Chart oder Ringelmann Smoke Chart) ist eine Skala für die Opazität von Rauch oder Staub. Sie wurde 1898 entwickelt von Maximilien Ringelmann (1861–1931, ab 1888 Professor für Agraringenieurwesen am französischen nationalen Forschungsinstitut für Landwirtschaft in Paris (Institut National Agronomique) und Leiter der Station d'Essais de Machines).

## Anwendung
Maßstab ist eine Grauwert-Skala, die sich ganzzahlig zwischen den Werten 0 (weiß) und 5 (schwarz) bewegt, wobei der Anteil mit 20 %, 40 %, 60 % und 80 % schwarzer Färbung den Grauwerten 1 bis 4 zugeordnet wird. Dies wurde von Ringelmann durch ein feinmaschiges Gitter mit entsprechenden Strichstärken realisiert.
| Grauwert | Anteil schwarzer Färbung | Farbe      |
| -------- | ------------------------ | ---------- |
| 5        | 100 %                    | schwarz    |
| 4        | 80 %                     | dunkelgrau |
| 3        | 60 %                     |            |
| 2        | 40 %                     |            |
| 1        | 20 %                     | hellgrau   |
| 0        | 0 %                      | weiß       |

Der Abgleich einer Rauchfahne mit der mit ausgestreckter Hand gehaltenen Skala ergibt den Grauwert. Dabei wurde in der Vergangenheit angestrebt, dass die Rauchfahne noch sichtbar blieb, da eine verschwindende Rauchfahne mit einem zu hohen Luftüberschuss und damit mit Energieverschwendung gleichgesetzt wurde.
Die Ringelmann-Skala wurde in verschiedenen Ländern zur Prüfung/Beurteilung von Feuerungsanlagen eingeführt und war auch Bestandteil der Verordnung über kleine und mittlere Feuerungsanlagen. In Deutschland hat die Ringelmann-Skala keine praktische Bedeutung mehr. In der Norm EN 303 Teil 5 Heizkessel für feste Brennstoffe, manuell und automatisch beschickte Feuerungen, Nennwärmeleistung bis 500 kW – Begriffe, Anforderungen, Prüfungen und Kennzeichnung aus dem Jahr 2012 wird aber noch auf sie Bezug genommen.